# Lloró
Lloró es un municipio colombiano ubicado en el departamento de Chocó. Cuenta con una población de 10.248 habitantes (Urbana: 20% - Rural: 80%). 
De acuerdo con estimaciones basadas en los registros de una estación meteorológica instalada en Lloró, este lugar cuenta con el mayor promedio de altura de precipitación anual del mundo, equivalente a 13.300 mm. Sin embargo, dependiendo de las técnicas, procedimientos y período de medición el mayor promedio de precipitación anual puede corresponder a Mawsynram, en el estado de Meghalaya, en la India o al Monte Waialeale en Kauai en el archipiélago de Hawái con profundidades de 11.872 mm y 11.684 mm respectivamente. Oficialmente el mayor promedio de precipitación anual en Sur América corresponde a la estación localizada en Quibdó a 22.5 km de Lloró con una profundidad de 8991 mm.

## Toponimia
Para algunos, los fundadores de la población fueron los mismos indígenas que dieron el nombre de Gioró en honor de uno de sus caciques. Gioró cambió en Lloró en boca de los españoles. 

## División Político-Administrativa
Además de su Cabecera municipal. Lloró tiene bajo su jurisdicción los siguientes Centros poblados:
- Boca de Capa
- Bocas de Tumtumbudó
- Boraudo
- Canchido
- La Playa
- Playa Alta
- Puerto Moreno
- Villa Claret

## Historia
El primer nombre que tuvo la población fue Nuestra Señora de la Pura y Limpia Concepción de Gioró. Oficialmente fue fundado el 1 de enero de 1674 por Pascual Rovira y Picot.

## Economía
- Minería (oro y platino), ya no es su principal actividad económica por la explotación descontrolada.
- Agricultura (piña, arroz, yuca, plátano, cacao y otras frutas).

## Sitios turísticos
- El Marañón,Playa, catugado rio tumutumbudo, el aguacate,
- Río Capá y su afluente Mumbaradó.

## Festividades
- Fiesta de la Virgen del Carmen, del 10 al 16 de julio.

Festival de la piña, y baile de Blanco.